# GKS Piast Gliwice
Gliwicki Klub Sportowy Piast Gliwice je poljski nogometni klub iz Gliwica koji se trenutačno natječe u Ekstraklasi.

## Rivalstva
Piastov najveći suparnik je Górnik Zabrze, s kojim održava lokalni derbi. Njihovi stadioni su udaljeni tek nekoliko kilometara jedan od drugoga s tim da Gornik ima puno veću navijačku bazu od Piasta. Ostali rivali su druge lokalne ekipe kao Ruch Chorzów, GKS Katowice i dvije momčadi iz Bytoma, Szombierki Bytom i Polonia Bytom.

## Uspjesi
- Ekstraklasa
  - prvak (1): 2018./19.

## Vanjske poveznice
- Službene stranice